# Martin Velits
Martin Velits (Bratislava, 21 de febrer de 1985) és un ciclista eslovac, ja retirat, que fou professional del 2004 al 2017. El seu germà bessó Peter també és ciclista professional.
En el seu palmarès destaquen dos campionats nacionals, un en ruta, el 2009, i un en contrarellotge, el 2010.

## Palmarès
- 2003
  - 1r a la Volta a Àustria júnior
  - 1r al Gran Premi Rüebliland
  - Vencedor d'una etapa de la Volta a la Baixa Saxònia júnior
- 2004
  -  Campió d'Eslovàquia en contrarellotge sub-23
- 2005
  -  Campió d'Eslovàquia en ruta sub-23
  - Vencedor d'una etapa al Giro del Cap
- 2006
  -  Campió d'Eslovàquia en ruta sub-23
  - 1r al 94.7 Cycle Challenge
- 2009
  -  Campió d'Eslovàquia en ruta
- 2010
  -  Campió d'Eslovàquia en contrarellotge

### Resultats al Tour de França
- 2012. 88è de la classificació general

### Resultats a la Volta a Espanya
- 2008. 73è de la classificació general
- 2009. 95è de la classificació general
- 2010. 106è de la classificació general
- 2011. 125è de la classificació general
- 2014. 130è de la classificació general
- 2015. 117è de la classificació general
- 2016. 152è de la classificació general

### Resultats al Giro d'Itàlia
- 2012. No surt (18a etapa)